# Zetor
Zetor Tractors a.s. ist ein tschechischer Traktorenhersteller mit Sitz Brünn.
Das Unternehmen wurde 1946 gegründet und war bis in die 1990er Jahre eine Division von Zbrojovka Brno. 2002 wurde Zetor von der slowakischen HTC-Holding übernommen.

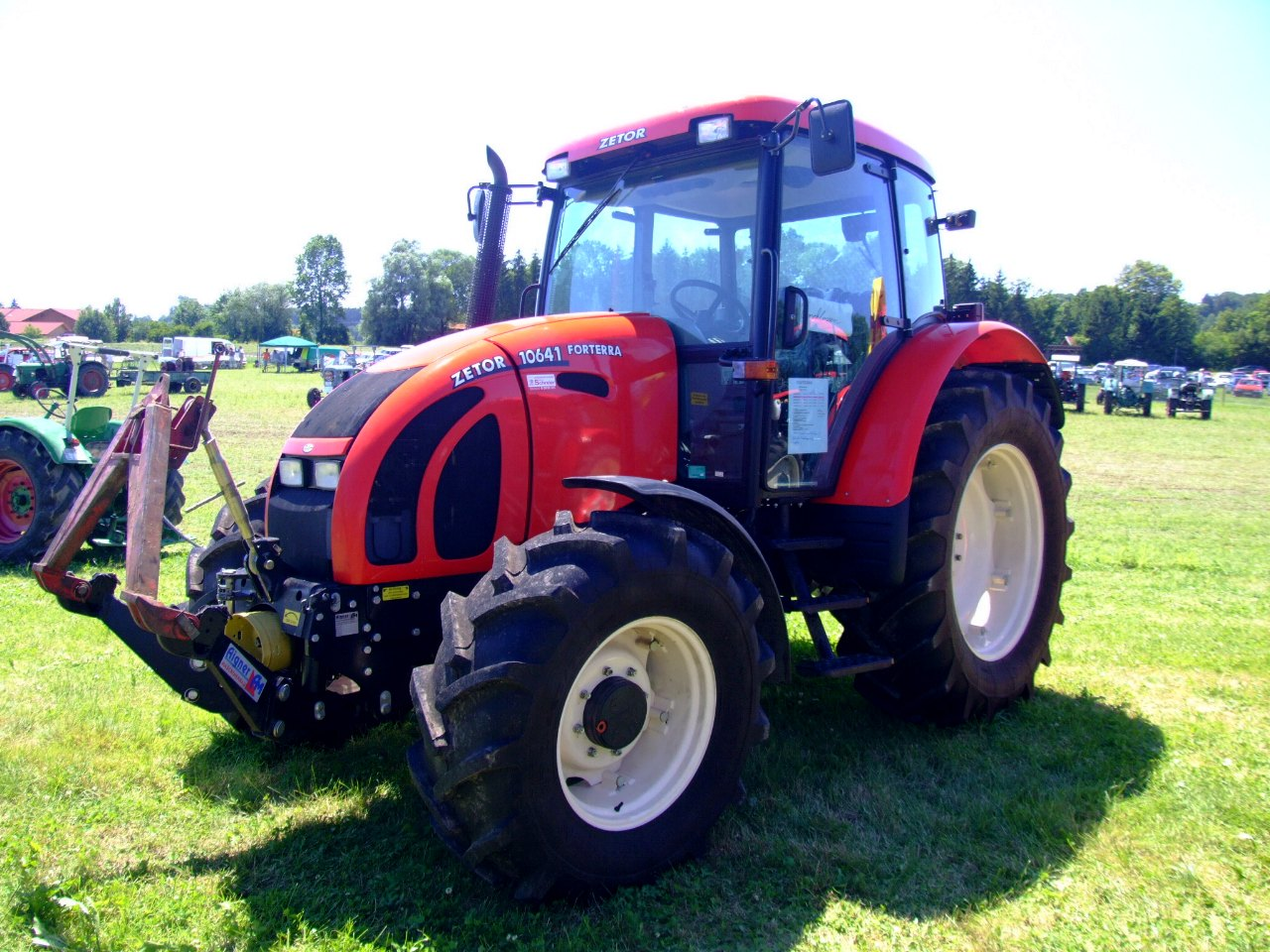
Zetor 10641 Forterra

Der Name ist ein Kofferwort aus „Zet“, für den Buchstaben „Z“ (für Zbrojovka) und „Traktor“.

## Geschichte
Hervorgegangen ist die Firma Zetor aus der Firma Zbrojovka Brno (zu Deutsch: Waffenfabrik Brünn), die schon kurz nach dem Ersten Weltkrieg im Jahr 1918 in der ehemaligen Tschechoslowakei gegründet wurde. Im 2ten Weltkrieg integrierten die Deutschen Zetor in eigene Konzerne, die Herstellung ziviler Produkte wurde ganz gestoppt, kriegswichtige Produkte hatten den absoluten Vorrang. Nach dem Ende des Zweiten Weltkrieges entwickelte sie den Prototyp für den Zetor 25. In den Jahren 1946 bis 1962 wurden insgesamt 158.570 Traktoren dieses Typs hergestellt, 97.000 davon gingen in den Export.
Noch in den 1950ern produzierte Zetor auch Motorradmotoren, Schusswaffen und Schreibmaschinen. 1952 verlagerte man Teile der Produktion auf das Gelände der ehemaligen Flugmotorenwerke Ostmark in Brünn. 1961 wurden die Traktoren der Baureihe unifikované řady I (UR1, vereinheitlichte Baureihe I) vorgestellt. Die Zetor-Traktoren der 1960er Jahre fanden auch in Burma, Ghana und dem Irak größere Verbreitung. Um stärkere Traktoren fertigen zu können wurde 1962 auf dem Zetor-Gelände in Brünn das Tschechoslowakisch-Polnische Traktor-Forschungszentrum eröffnet. 1964 begann eine Zusammenarbeit mit dem polnischen Hersteller Ursus. Die Exportzahlen stiegen in der Folgezeit ständig an, so dass Zetor Fertigungsstraßen in Burma, Indien und im Irak errichtete. Von 1964 bis 1993 wurden dort mehr als 200.000 Traktoren gebaut. 1968 wurde die unifikované řady II (UR2, vereinheitlichte Baureihe II) vorgestellt. Im selben Jahr begann eine Kooperation mit dem japanischen Hersteller Iseki. In den folgenden sieben Jahren wurden rund 4.000 Zetor-Traktoren zu Iseki geliefert und dort für die Reisernte umgebaut. 1970 wurde das Fertigungswerk im irakischen Iskandariya eröffnet. Dort wurden bis 1990 Traktoren unter der Marke Antar gefertigt. In Form einer Kooperation mit Hindustan Machine Tools wurden von 1971 bis 1990 Zetor-Schlepper in Indien gebaut. Im Jahr 1979 wurden 32.670 Traktoren in Brünn gebaut, ein Rekord für den Hersteller. Durch einen Beschluss der Regierung wurde 1981 die Produktion der schweren Traktoren zu ZTS in der slowakischen Stadt Martin verlagert. 1983 begann Zetor mit den Export in die USA. In den folgenden Jahren wurden über 25.000 Traktoren dorthin geliefert.
Im Zuge der Privatisierung ging die Zetor a.s. am 1. Juli 1990 an die Börse. Die Traktorenproduktion wurde abgespalten. Zbrojovka selbst hingegen konzentrierte sich wieder auf die Waffenproduktion. Ab 1993 fertigte Zetor für John Deere die Traktoren der John-Deere-Serie 2000. Diese Traktoren waren vor allem für den Markt in Südamerika bestimmt. Im Juni 2002 wurde die slowakische HTC-Holding Eigentümer des Betriebs.
Das Unternehmen besitzt neben dem Hauptstandort in Tschechien auch Niederlassungen in Deutschland, Finnland, Frankreich, Großbritannien, Irland, Nordamerika und Polen. Die deutsche Niederlassung firmiert als Zetor Deutschland GmbH.
Die Gießerei Slévárna Zetor a.s. der Firma Zetor mit Sitz in Brünn, wurde im Sommer 2006 durch Heunisch-Guss übernommen und in Slévárna Heunisch Brno s.r.o. umbenannt.
Im Juli 2024 gab Zetor bekannt, dass die Anzahl der Angestellten in Brünn von 300 auf 100 reduziert werden soll.

## Zetor Engineering
Zetor Engineering s.r.o. wurde im Jahr 2014 als 100%ige Tochtergesellschaft gegründet. Das Unternehmen ist der Herstellung von Militärfahrzeugen gewidmet. Bisher wurden nur Prototypen produziert.

## Produkte
2020 produzierte und vertrieb Zetor die Baureihen Utilix, Hortus, Major, Proxima, Forterra und Crystal in jeweils verschiedenen Modellvarianten.
Weiter werden auch Zetor Dieselmotoren von 48 kW bis 100 kW gefertigt.

## Galerie

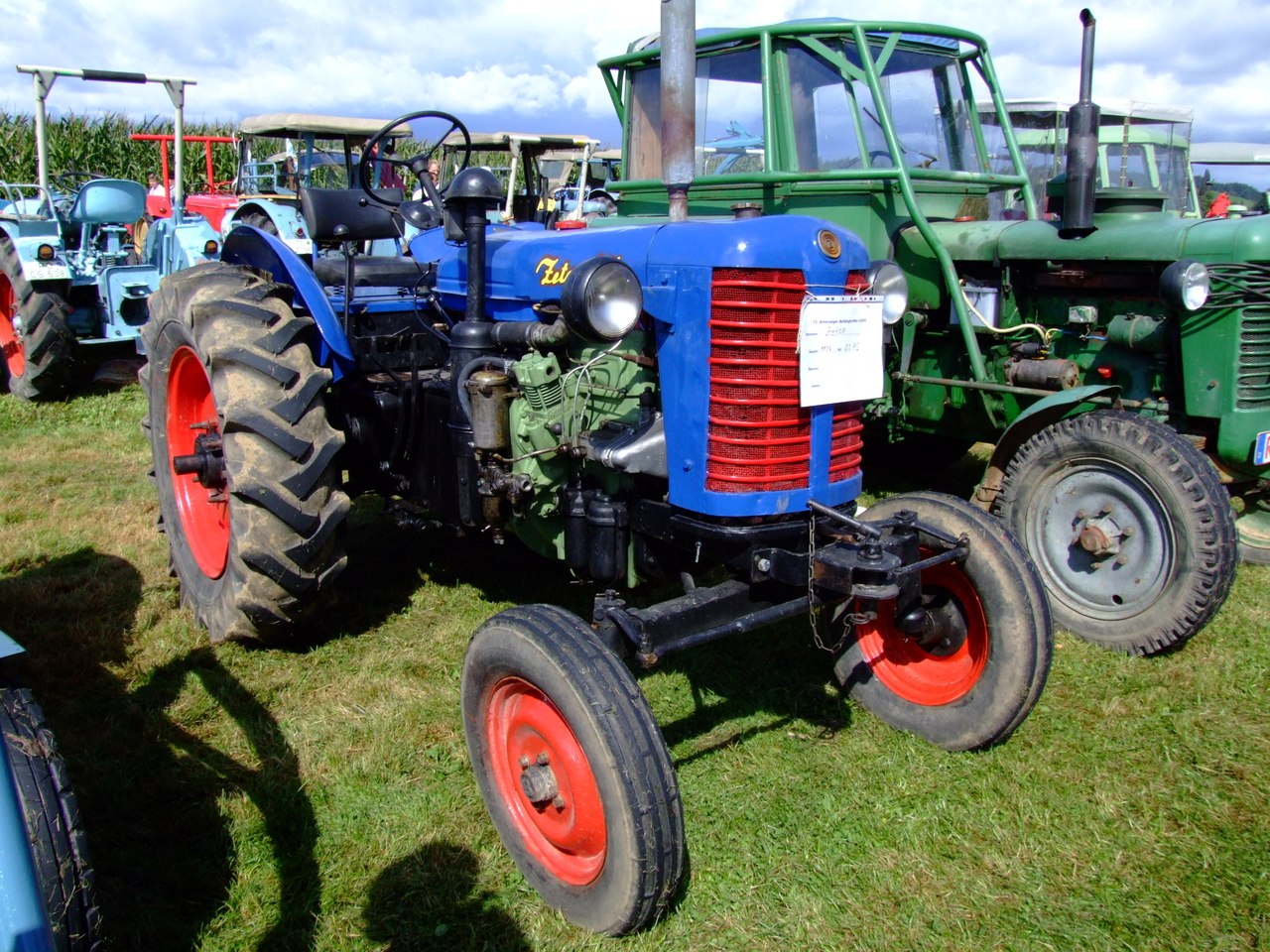
Zetor 25 (1954)
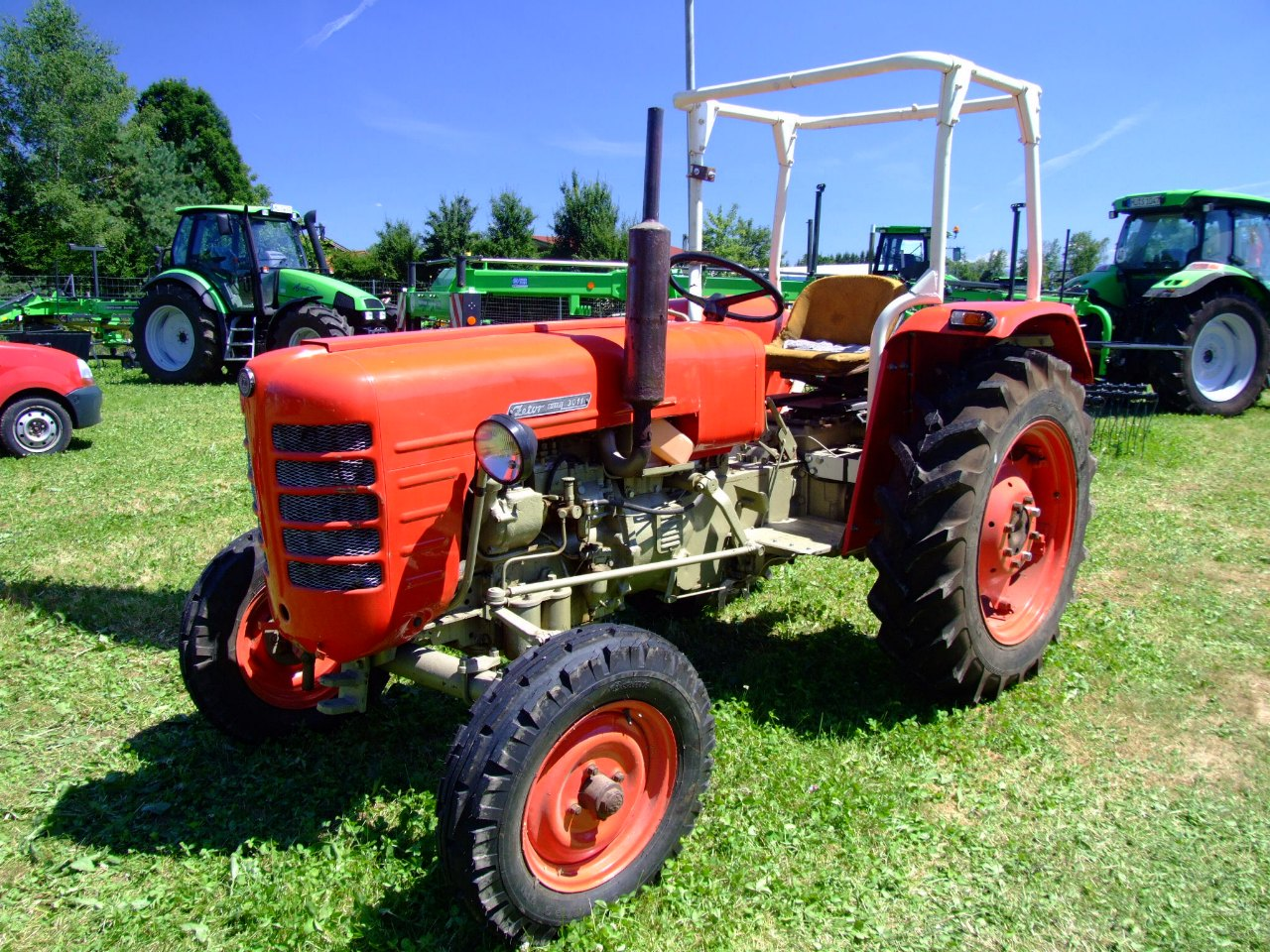
Zetor Diesel 3011 (1964)
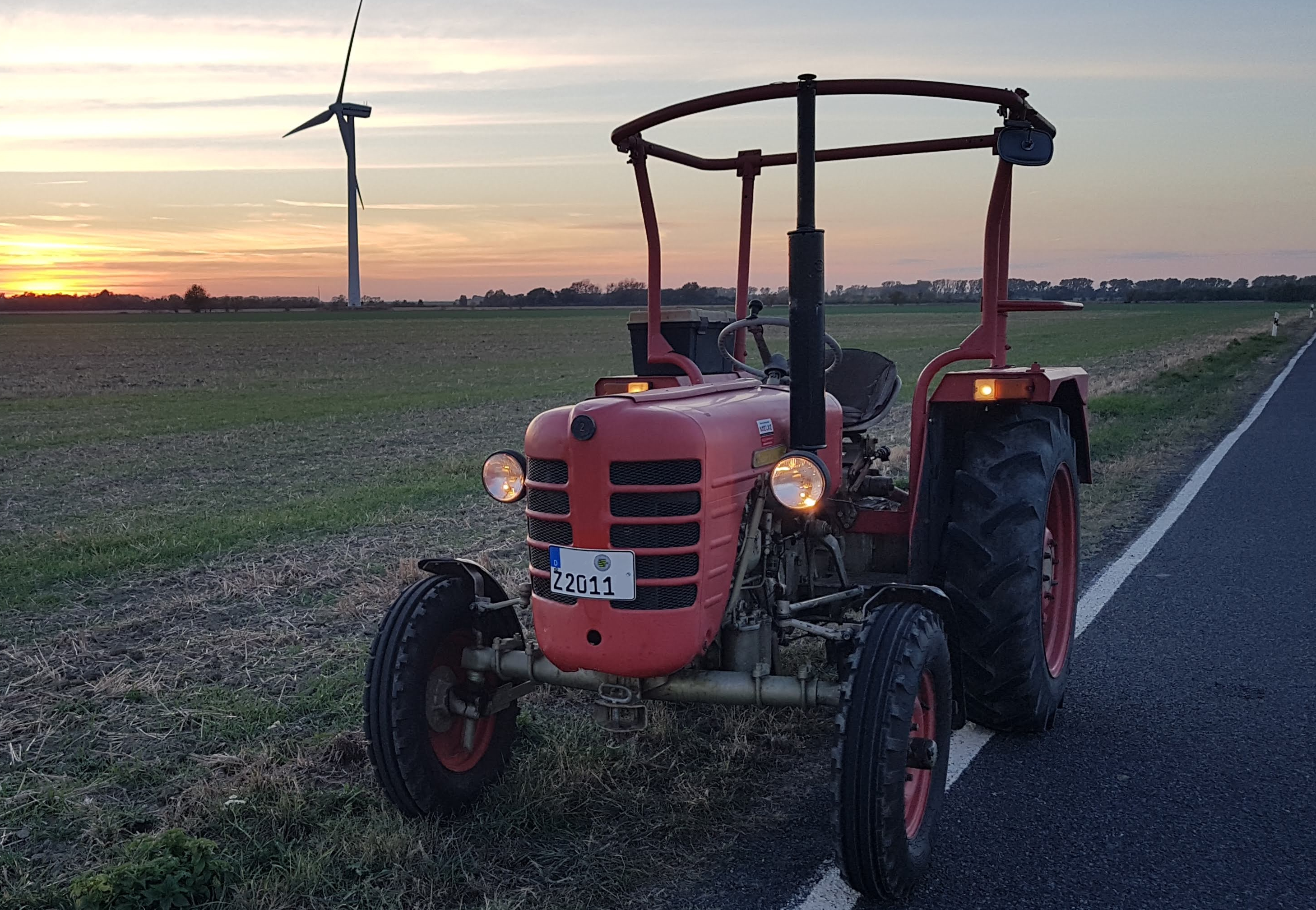
Zetor 2011 (1967)
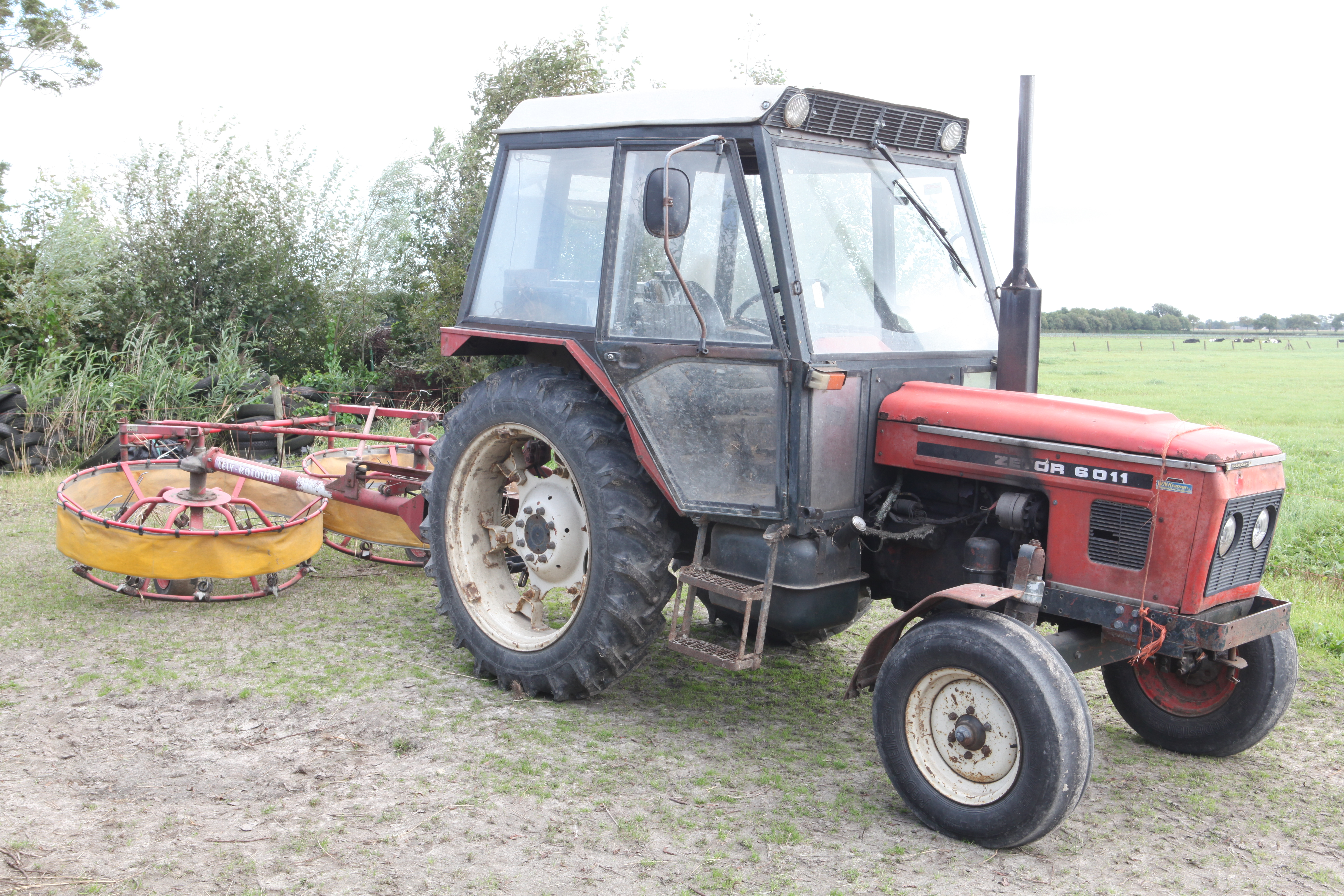
Zetor 6011 (1980–1984)
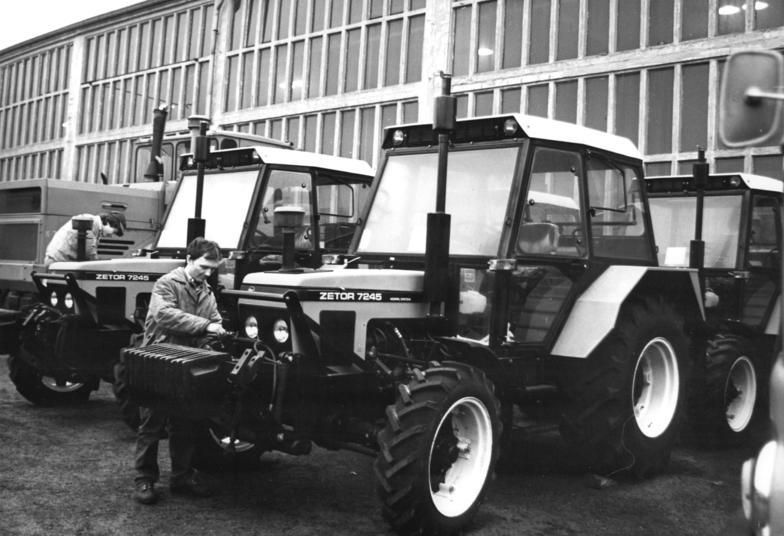
Zetor 7245 (1988)
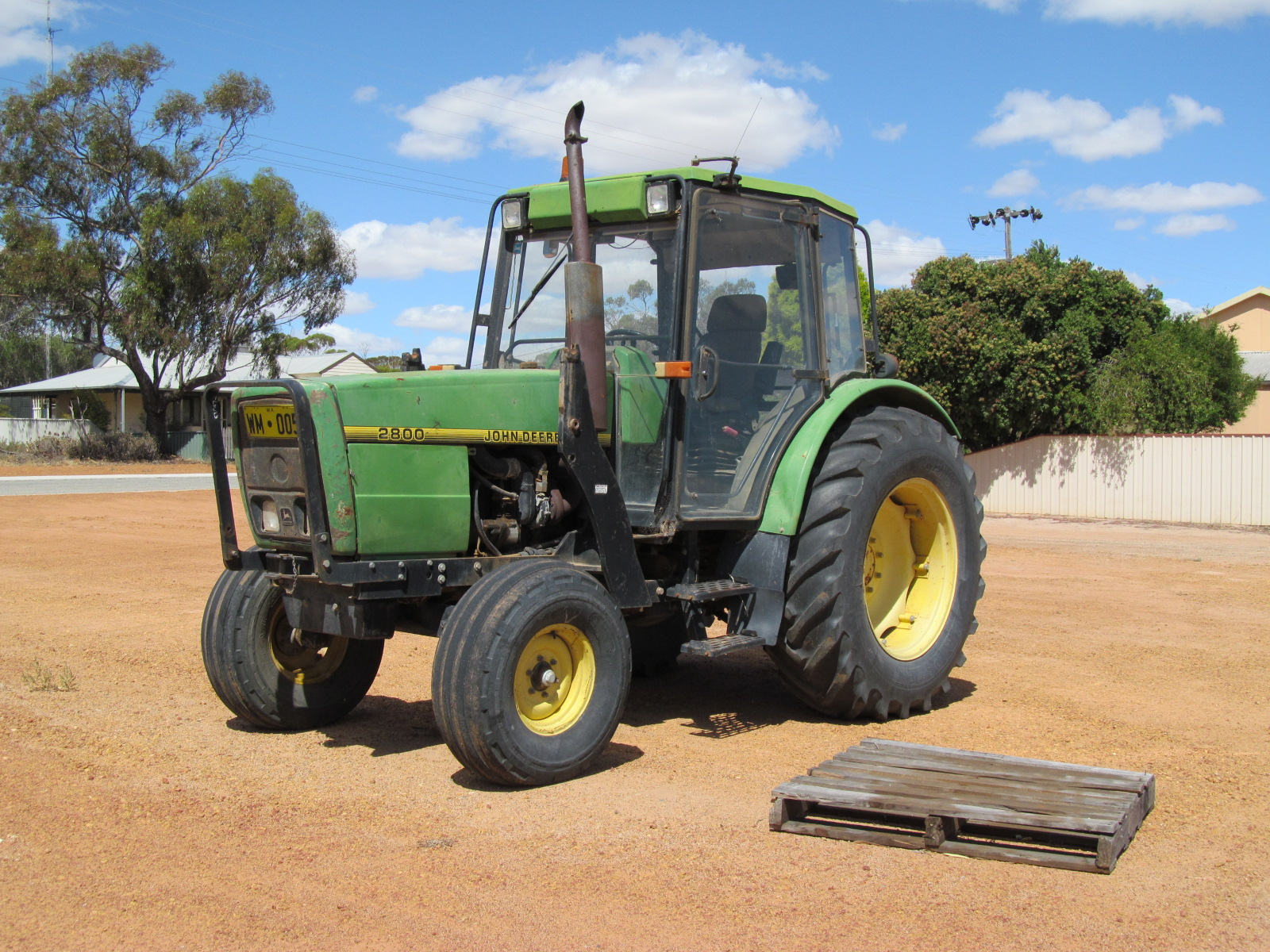
Bei Zetor gebauter John Deere 2800 (1993–1998)
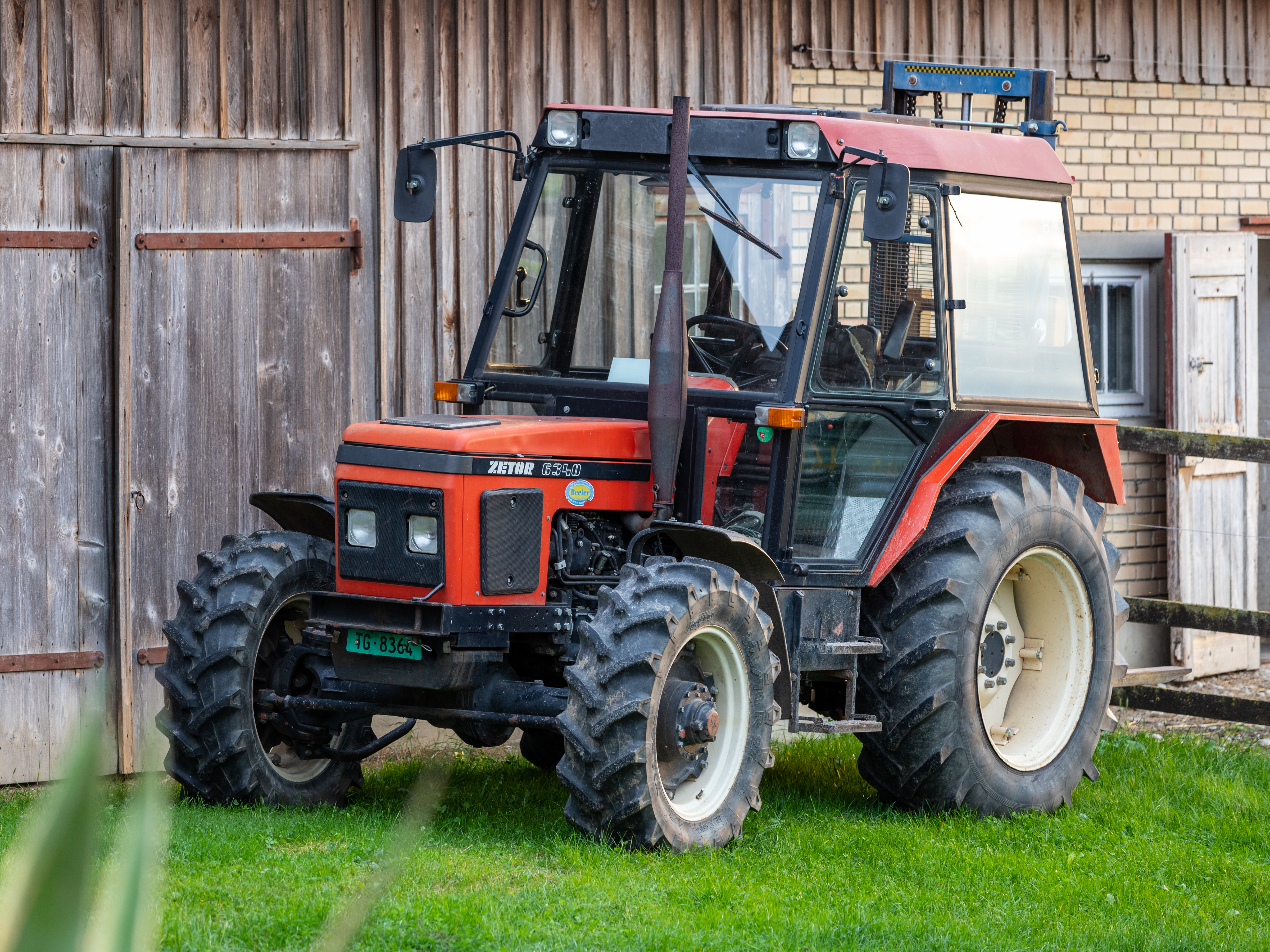
Zetor 6340 (1995–1998)
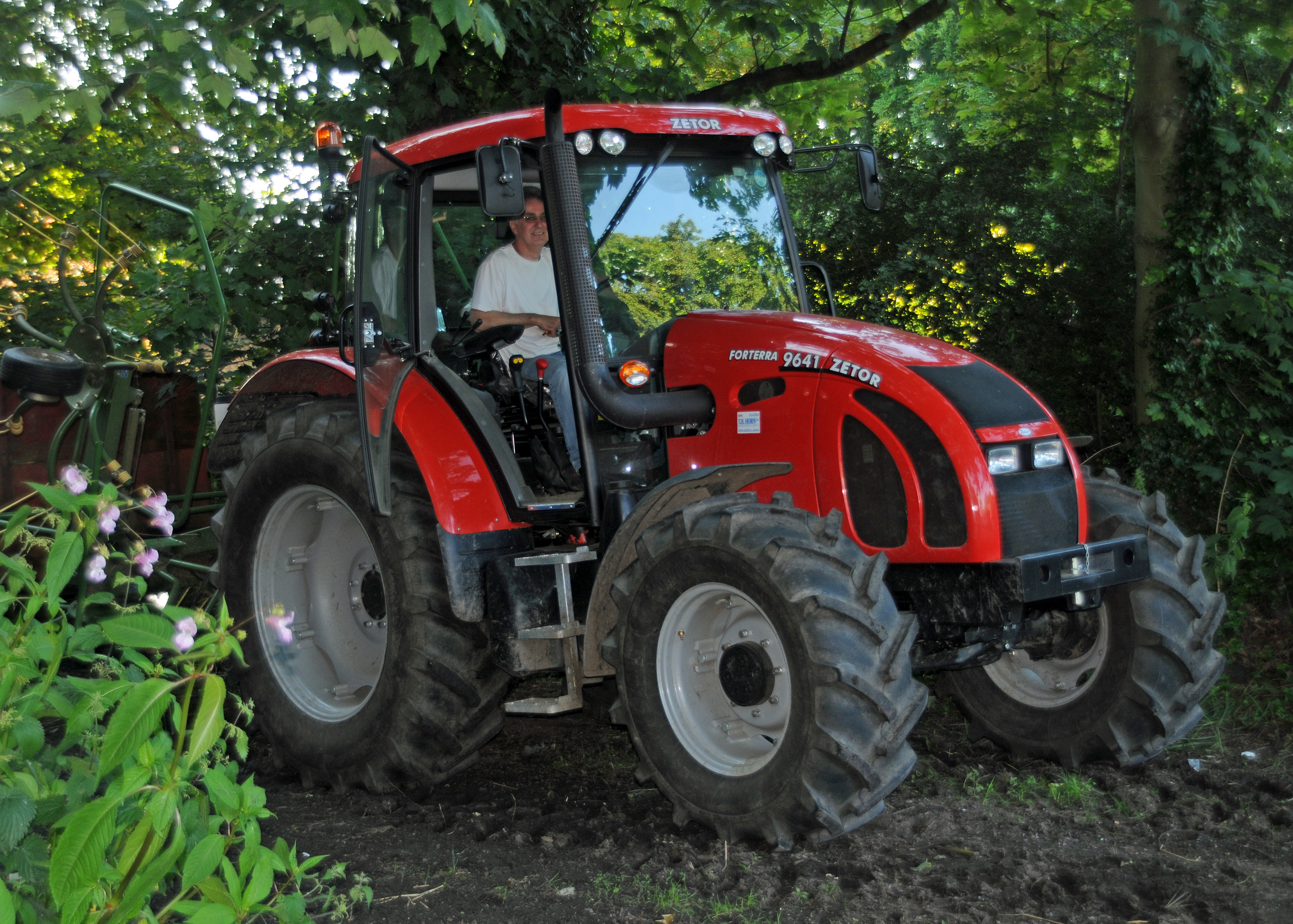
Zetor Forterra 9641 (2007–2009)
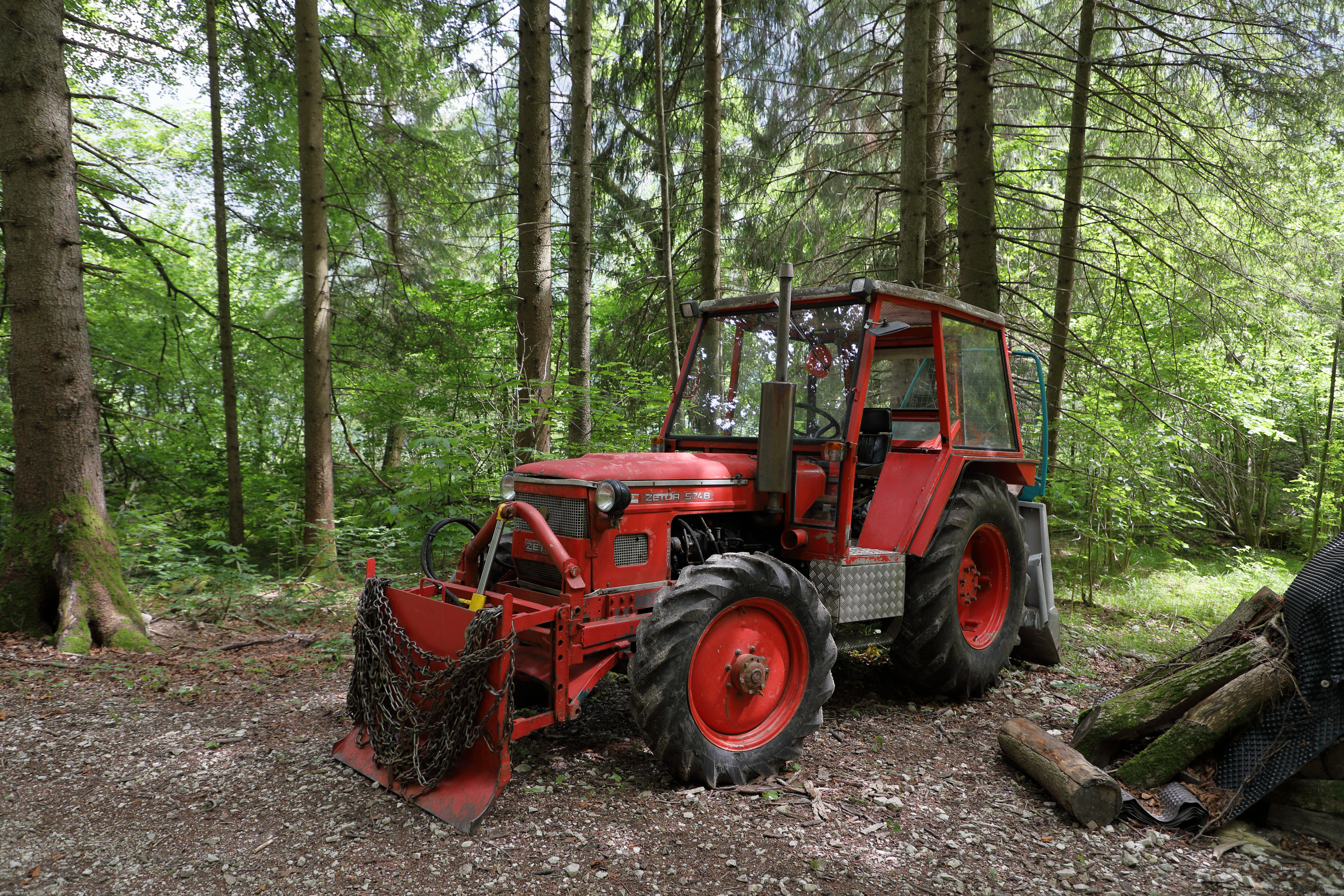
Ein Zetor 5748 bereit zum Einsatz in der Waldarbeit

## Sonstiges
Eine der bekanntesten Restaurants in Helsinkis Zentrum trägt den Namen Zetor, zahlreiche Traktoren dieser Marke stehen in der Bar.